# Нюман, Кристина
Кристина Нюман (швед. Christina Nyman; 1719—1795), также известная как мадам Нюман (швед. Madam Nyman) — шведский пивовар.
Она была важной фигурой в современной ей деловой жизни Стокгольма и известна как покровительница культуры. Она в партнёрстве с Карлом Стенборгом в 1784 году основала Театр Стенборга. Она, как и её братья и племянники, принадлежала к политическим сторонникам шведского короля Густава III среди купеческого сословия, и он, по некоторым сведениям, относился к ней как к своему ценному партнёру.

## Биография
Кристина Нюман была дочерью богатого пивовара Лоренца Эрикссона Вестмана (1690—1730) и Магдалены Люткешвагер Лоренц. Она также вышла замуж за богатого пивовара Нильса Йонассона Нюмана (ум. 1762). У Кристины Нюман был только один ребёнок, дочь Кристина (1740—1791), сыновья которой стали её наследниками.
После смерти своего супруга в 1762 году Кристина Нюман приняла на себя управление его имуществом, включавшем как пивоварню, так и недвижимость. Она была описана как грубая и властная, полная женщина, но также и как добросердечная, милосердная и обладавшая достаточным мужеством, чтобы поставить любого человека на место, независимо от его социального происхождения, когда тот был неправ. Нюман любила театр и светскую жизнь, часто развлекалась и принимала гостей как из дворянского, так и из мещанского сословия.
О Нюман известно несколько анекдотов. Так один из них гласит, что однажды два знатных гостя (мужчины) похвалили её гостеприимство и со ссылкой на то, что поскольку они находились в бюргерском доме, а не среди людей своего сословия, им не нужно беспокоиться о приличиях, положили руки на стол. На это Нюман ответила: «Если вы присоединитесь к моим свиньям, то можете наслаждаться вашим представлением о комфорте во всей его полноте — вы можете целиком лечь в их корыто». Согласно одной из версий этой истории, эти дворяне на самом деле были двумя принцами, братьями короля Швеции Густава III: Кристина Нюман и её братья были ценными сторонниками короля среди бюргерского сословия, и король «неоднократно проявлял к ней своё учтивое внимание».

## Признание
Поэт и музыкант Карл Микаэль Бельман рассказывал о ней в своих письмах. Она была изображена в пьесе 1870 года «En konung» Оскара Вийкандера.